# Coleoxestia cinnamomea
Coleoxestia cinnamomea là một loài bọ cánh cứng trong họ Cerambycidae.